# Иссурин, Зиновий Иосифович
Зино́вий (За́лман) Ио́сифович Иссу́рин (25 ноября 1905, Борковичи, Витебская губерния — 25 августа 1994, Санкт-Петербург) — советский и российский спортсмен, тренер по лёгкой атлетике. Заслуженный тренер РСФСР.

## Биография
Родился в 1905 году в Борковичах. Старший из пятерых детей. Брат Александра Иссурина. В юношеском возрасте начал заниматься борьбой, лёгкой атлетикой, велоспортом. Выступал на соревнованиях Витебска. В 20 лет переехал жить в Ленинград, где много раз выигрывал чемпионаты по греко-римской борьбе и лёгкой атлетике. В конце концов избрал своей основной специальностью метание молота.
В 1934 окончил ГДОИФК им. П. Ф. Лесгафта.
В предвоенные годы входил в десятку лучших по метанию молота в стране, в 1945-м на Спартакиаде Ленинградского военного округа установил рекорд Вооружённых сил.
В официальных соревнованиях Зиновий выступал вплоть до 45 лет, хотя увлёкся тренерской работой ещё раньше. В годы Великой Отечественной войны Зиновий Иссурин работал в военном госпитале Волховского фронта, где помогал раненым быстрее вернуться в строй. После войны стал тренером окружного спортивного клуба армии ЛенВО. Им подготовлено 36 мастеров спорта. В их числе — бегуны Вениамин Сколов и Владимир Бакуров; выдающиеся легкоатлеты, чемпионы и рекордсмены СССР, такие как Эдмунд Рохлин, прыгун в высоту, толкатель ядра Дмитрий Горяинов, метатель молота Александр Шехтель. Одним из любимых учеников Зиновия Иосифовича был Сергей Лобастов, ставший впоследствии одним из сильнейших в мире мастеров спортивной ходьбы. Он не раз побеждал на крупнейших соревнованиях, а на XV Олимпийских играх 1952 года занял пятое место на дистанции 50 километров. Ещё одним из самых известных учеников Зиновия является Михаил Бобров: бегун на средние дистанции, альпинист, во время войны маскировал шпили высотных зданий Ленинграда.
Зиновий Иссурин более 25 лет был тренером сборной Ленинграда. В 1961 году ему одному из первых в стране было присвоено звание «Заслуженный тренер РСФСР». Неоднократно избирался членом президиума Федерации лёгкой атлетики Ленинграда.
После тренерской работы увлёкся совершенствованием легкоатлетических арен в разных городах страны.

### Смерть
Умер в 1994 году на 88 году жизни. Похоронен в Крематории Санкт-Петербурга.

## Семья
- Супруга Анна Соломоновна ― тренер, преподаватель.
- Младший брат Александр Иссурин (1916—2013) — заслуженный работник физической культуры, заслуженный тренер РСФСР, почётный председатель Федерации лёгкой атлетики Санкт-Петербурга.
- Племянник Владимир — доктор педагогических наук, профессор.
- Племянница Дорина — преподавательница физкультуры в школе[3].

## Награды
Был награждён орденом Отечественной войны II степени, медалями «За боевые заслуги», «За оборону Ленинграда», «За победу над Германией».